# Russie aux Jeux olympiques de 1900
L'Empire russe participe aux Jeux olympiques de 1900 à Paris en France. C'est la première participation de la Russie aux Jeux olympiques. La délégation composée de quatre athlètes ne remporte pas de médaille.

## Résultats

### Équitation
| Épreuve             | Athlète                       | Résultat |
| ------------------- | ----------------------------- | -------- |
| Concours d'attelage | Vladimir Nicolaievitch Orloff | Inconnu  |
| Concours d'attelage | Elie de Polyakov              | Inconnu  |
| Selle               | Elie de Polyakov              | Inconnu  |

### Escrime
| Épreuve         | Rang | Athlète              | Demi-finales           | Finale                            |
| --------------- | ---- | -------------------- | ---------------------- | --------------------------------- |
| Sabre (maîtres) | 5e   | Julian Michaux (en)  | 2e de la demi-finale B | 5e place 3 victoires / 4 défaites |
| Sabre (maîtres) | 7e   | Pyotr Zakovorot (en) | 3e de la demi-finale B | 7e place 2 victoires / 5 défaites |